# Sanana
Sanana is een eiland in de Molukken in Indonesië. Het is deel van de Sula-groep. Het is 558 km² groot en het hoogste punt is 695 m. Ten noorden van het eiland, aan de ander kant van de Straat Mangole, ligt het eiland Mangole. Op het eiland bevindt zich het
VOC-fort Fort de Verwachtingh.

## Fauna
De volgende zoogdieren komen er voor:
- Phalanger orientalis (geïntroduceerd)
- Wild zwijn (Sus scrofa) (geïntroduceerd)
- Polynesische rat (Rattus exulans) (geïntroduceerd)
- Rattus tanezumi (geïntroduceerd)
- Acerodon celebensis
- Cynopterus brachyotis
- Dobsonia exoleta
- Eonycteris spelaea
- Macroglossus minimus
- Nyctimene cephalotes
- Pteropus caniceps
- Rousettus amplexicaudatus
- Emballonura dianae
- Emballonura raffrayana
- Anthops ornatus
- Hipposideros calcaratus
- Hipposideros cervinus
- Hipposideros diadema
- Hipposideros dinops
- Miniopterus schreibersii
- Pipistrellus angulatus
- Chaerephon solomonis